# Robinson Sánchez
Robinson Sánchez (Sangolquí, Provincia de Pichincha, Ecuador, 25 de marzo de 1978) es un futbolista ecuatoriano. Juega de arquero en Liga de Loja de la Serie B de Ecuador.

## Selección nacional
Ha sido convocado a la Selección de fútbol de Ecuador para disputar los partidos de la 7ª y 8ª fecha de la Clasificación de Conmebol para la Copa Mundial de Fútbol de 2014. 

## Clubes
| Club                 | País    | Año           |
| -------------------- | ------- | ------------- |
| El Nacional          | Ecuador | 1998-2006     |
| Universidad Católica | Ecuador | 2007          |
| El Nacional          | Ecuador | 2007          |
| Universidad Católica | Ecuador | 2008          |
| C.D. Olmedo          | Ecuador | 2009-2011     |
| Liga de Loja         | Ecuador | 2012          |
| C.D. Olmedo          | Ecuador | 2012-2014     |
| Liga de Loja         | Ecuador | 2015-presente |

## Palmarés

### Campeonatos nacionales
| Título                 | Club        | País    | Año  |
| ---------------------- | ----------- | ------- | ---- |
| Campeonato Ecuatoriano | El Nacional | Ecuador | 2005 |
| Campeonato Ecuatoriano | El Nacional | Ecuador | 2006 |
| Serie B de Ecuador     | CD Olmedo   | Ecuador | 2013 |